# Český slavík Mattoni 2014
Devatenácté udílení Českého slavíka Mattoni se konalo 29. listopadu 2014 ve Státní opeře v Praze. Předávání bylo vysíláno na TV Nova od 20:20 středoevropského času a moderoval ho Libor Bouček. Absolutním vítězem se stal již potřetí a podruhé v řadě Karel Gott. Celkem dorazilo 131 991 hlasů. Pokud počítáme i Zlatého slavíka jedná se již o devětačtyřicáté udílení. Novinkou byla nová kategorie Nejstreamovanější česká skladba, která nahradila kategorii MTV Videoklip roku z důvodu zániku české verze stanice MTV. Zrušena byla také kategorie Skokan roku, která podle pořadatelů dostatečně nevypovídá o dění na tuzemské hudební scéně. Moderátorem ze zákulisí byla Gabriela Partyšová.
Zlatým slavíkem v kategorii Zpěvák se opět dostal do čela Karel Gott. Během večera byl vzdán hold Evě Pilarové k jejímu jubileu a připomněl v medailoncích zesnulé hudební legendy za rok 2014: zpěvačku Ivetu Bartošovou a skladatele Petra Skoumala a Petra Hapku.

## Vystupující
| Umělec(i)                                        | Píseň(ně)                                                                         |
| ------------------------------------------------ | --------------------------------------------------------------------------------- |
| Karel Gott Radek Banga                           | „Tak pojď se mnou“                                                                |
| Markéta Konvičková Lo Hrůzová Debbi Eva Pilarová | „Popocatepetl twist“ „Hrom aby do tě, lásko má“ „Dám tisíc dukátů“ „Hello, Dolly“ |
| Hana Zagorová                                    | „Můj chlap“                                                                       |
| Chinaski                                         | „Každý ráno“                                                                      |
| Peter Cmorik Ondřej Brzobohatý                   | „Vietor“                                                                          |
| Lucie Bílá                                       | „Modi“                                                                            |
| Xindl X                                          | „V blbým věku“                                                                    |
| Aneta Langerová                                  | „Tráva“                                                                           |

## Předávající
- Jiří Ježek vyhlásil bronzového slavíka v kategorii Zpěvačka
- Petra Řehořková vyhlásila stříbrného slavíka v kategorii Zpěvačka
- Jaroslav Těšínský odměnil Evu Pilarovou zlatým slavíkem za rok 1962 k jejímu jubileu
- Petr Pála a Lucie Šafářová vyhlásili zlatého slavíka v kategorii Zpěvačka
- Adela Banášová vyhlásila kategorii Slavíci bez hranic
- Jiří Hrabák vyhlásil kategorii Nejoblíbenější píseň posluchačů Rádia Impuls
- Michal Novotný vyhlásil bronzového slavíka v kategorii Skupina
- Marek Jankulovski vyhlásil stříbrného slavíka v kategorii Skupina
- Karolína Kůrková vyhlásila zlatého slavíka v kategorii Skupina
- Pavel Novotný vyhlásil kategorii Nejstreamovanější česká skladba
- Linda Vojtová a Vadim Petrov vyhlásili kategorii Hvězda internetu
- Halina Pawlowská vyhlásila bronzového slavíka v kategorii Zpěvák
- Jan Saudek vyhlásil stříbrného slavíka v kategorii Zpěvák
- Dominik Hašek vyhlásil zlatého slavíka v kategorii Zpěvák
- Lucie Borhyová a Michal Hrdlička vyhlásili kategorii Objev roku
- Dagmar Havlová vyhlásila Absolutního slavíka

## Vítězové
Nominovaní a vítězové v daných kategoriích jsou:

### Zpěvák
- Karel Gott (44 430 bodů)
- Tomáš Klus (33 193 bodů)
- Richard Krajčo (11 090 bodů)
- Michal David (10 830 bodů)
- Vojtěch Dyk (8 511 bodů)
- Daniel Landa (7 316 bodů)

### Zpěvačka
- Lucie Bílá (42 057 bodů)
- Lucie Vondráčková (35 446 bodů)
- Ewa Farna (15 556 bodů)
- Iveta Bartošová (11 256 bodů)
- Aneta Langerová (10 462 bodů)
- Monika Absolonová (10 205 bodů)

### Skupina
- Kabát (31 174 bodů)
- Chinaski (23 228 bodů)
- Kryštof (21 039 bodů)
- Ortel (11 838 bodů)
- Olympic (10 197 bodů)
- Divokej Bill (9 055 bodů)

### Slavíci bez hranic
- No Name (16 836 bodů)
- Elán (13 956 bodů)
- Celeste Buckingham (9 462 bodů)
- Miro Žbirka (9 186 bodů)
- Horkýže Slíže (6 840 bodů)
- Marika Gombitová (6 633 bodů)

### Objev roku
- Elis
- Voxel
- Jelen

### Nejstreamovanější česká skladba
- Xindl X — „V blbým věku“

### Nejoblíbenější píseň posluchačů Rádia Impuls
- Michal Hrůza — „Zakázané uvolnění“

### Hvězda internetu
- Voxel

### Absolutní slavík
- Karel Gott